# Франц Митов
Франц Митов е български хирург, професор.

## Биография
Франц Стефанов Митов е роден на 10 януари 1933 г. в село Балтаджии (днес кв. Секирово на град Раковски). Основното си образование завършва в родното си място, а през 1951 г. завършва средно образование в Пловдив. Същата година започва да следва медицина във ВМИ - Пловдив. След дипломирането си през 1957 г. за кратко време работи завеждащ общинска здравна служба в пловдивските села Дълго поле и Лилково. След това работи в родното си село Секирово до назначаването му през 1960 г. за главен лекар в Районната болница в село Генерал Николаево. Работи също и в хирургическото отделение на болницата.
От 1963 г. в продължение на три години специализира във II хирургическа клиника на ВМИ – Пловдив, където след това е назначен за асистент. През 1977 г. защитава дисертация на тема „Върху някои аспекти на етиологията, патогенезата и профилактиката на следоперативните перитонеални сраствания“ и му е присъдена научна степен кандидат на медицинските науки. През 1982 г. е избран за доцент, а през 1984 г. е избран за ръководител на III хирургическа клиника на ВМИ – Пловдив.
През 1991 г. защитава хабилитационен труд на тема „Съвременни аспекти в диагностиката и оперативното лечение на солидните и кистозни образувания на млечната жлеза“ и получава научната степен доктор на медицинските науки. По-късно е избран за професор и ръководител на катедра „Хирургически болести“ към Медицински университет - Пловдив.
Автор и съавтор е на много публикациия между 1968 и 2006 г. в списание „Хирургия“ и в научния журнал „Folia Medica“ на Медицинския университет в Пловдив.

## Признание и награди
- В края на 2012 г. във връзка с неговата 80-а годишнина е удостоен с Почетен знак на Медицински университет - Пловдив.